# Thomas C. Latimore
Thomas Calloway Latimore (* 28. Juni 1890 in Chattanooga, Tennessee; † wahrscheinlich auf Oʻahu, Hawaii-Territorium, verschollen seit Juli 1941, für tot erklärt am 19. Juli 1942) war ein US-amerikanischer Marineoffizier. Im Jahr 1934 war er für sieben Tage Gouverneur von Amerikanisch-Samoa. Sein Verschwinden im Sommer 1941 ist bis heute nicht aufgeklärt.

## Werdegang
Im Jahr 1917 wurde Thomas Latimore vom Fähnrich zum Leutnant der United States Navy befördert. Daraus kann man auf ein vorhergehendes Studium an einer Marineakademie schließen. Zwischen dem 10. und dem 17. April 1934 war er kommissarischer Militärgouverneur von Amerikanisch-Samoa. Danach arbeitete er für kurze Zeit für den Marinegeheimdienst in Washington, D.C.
Im Jahr 1941 wurde er zum Kapitän des Zerstörerversorgungsschiffes USS Dobbin ernannt. Das Schiff war in Pearl Harbor stationiert. Latimore wanderte in seiner Freizeit gerne in den Bergen um Pearl Harbor. Eines Tages im April 1941 kehrte er mit einer Armverletzung von einer solchen Wanderung zurück und erklärte, sich bei einem Sturz verletzt zu haben. Er trug eine Bandage und nach einiger Zeit war der Vorfall vergessen. Im Juli 1941 wurde er zum letzten Mal gesehen, als er gerade wieder zu einer Wanderung aufbrach, von der er nie zurückkam. Als sein Verschwinden bemerkt wurde, wurde eine große Suchaktion gestartet, die erfolglos blieb. Bis heute hat man keine Spur über seinen Verbleib gefunden. Dieser Vorfall beherrschte die Schlagzeilen auf Hawaii bis zum japanischen Angriff auf Pearl Harbor am 7. Dezember 1941. Danach gab es Spekulationen, ob Latimores Verschwinden mit dem japanischen Angriff zusammenhängen könnte. Diese zielten in die Richtung, er habe bei seiner Wanderung möglicherweise japanische Spione beim Auskundschaften der Gegend beobachtet und sei von diesen beseitigt worden. Beweisbar ist allerdings nichts. Am 19. Juli 1942 wurde Thomas Latimore offiziell für tot erklärt.